# Teatro Garibaldi (Piazza Armerina)

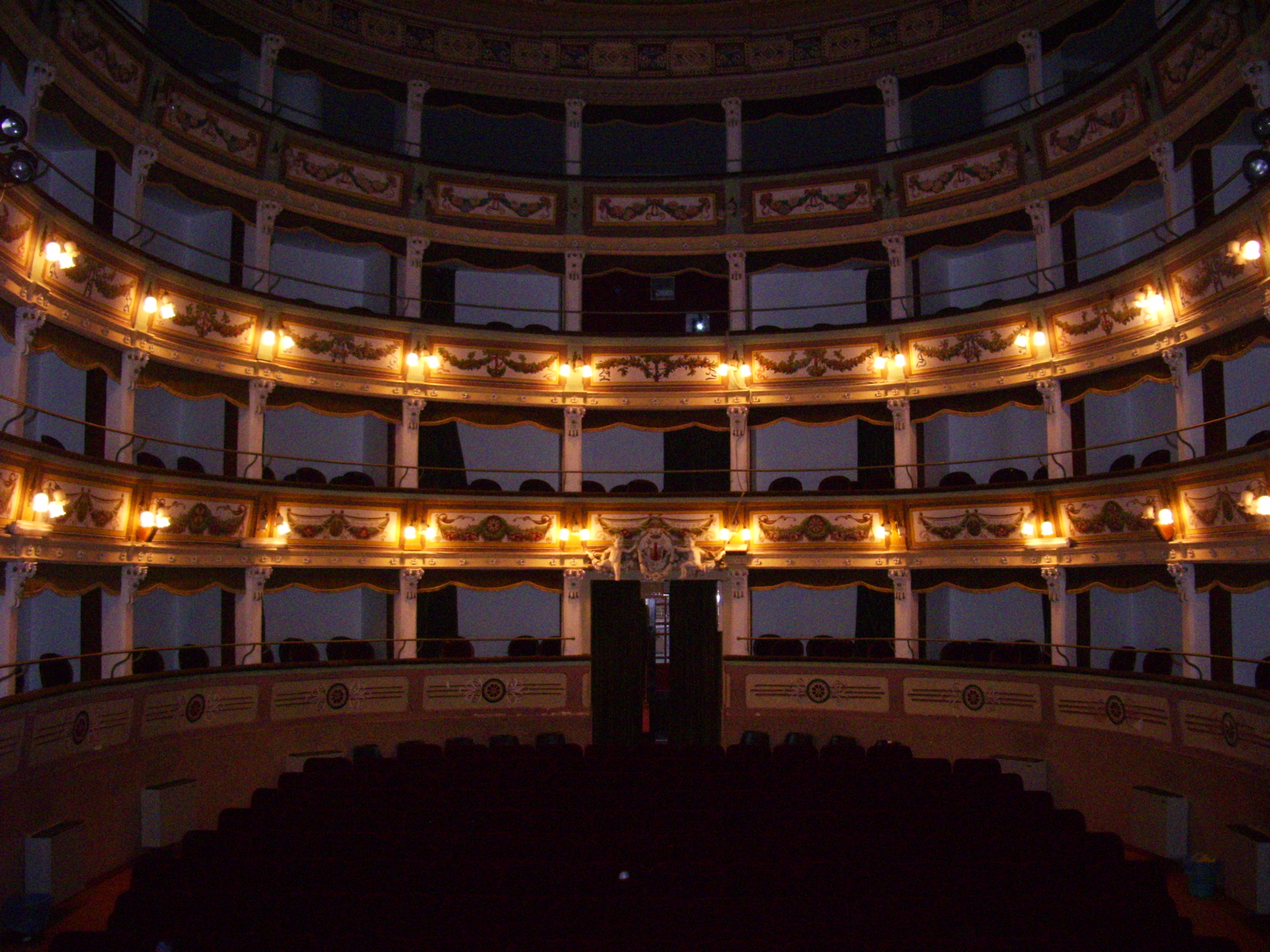
L'interno

Il teatro Garibaldi si trova a Piazza Armerina, in provincia di Enna.
Il teatro fu edificato ad est, a ridosso del muro di cinta trecentesco, di fronte alla chiesa di Santo Stefano. Secondo la descrizione del Pastorelli, progettista nel 1902 dell'attuale prospetto, la facciata è in stile rinascimento, due corpi in avanti con pilastri binati con capitelli a due ordini sovrapposti, con riquadri in marmo a pianterreno per la pubblicità degli spettacoli e due finestre bifore al primo piano. Il rimanente in fondo, che corrisponde al vestibolo, è stato decorato con bugne a pianterreno e colonnine incassate per le finestre del foyer, le quali sono munite di parapetti con balaustre di pietra pece bianca; quattro medaglioni disposti al primo piano contengono al centro, le figure di Giuseppe Verdi e Vincenzo Bellini e lateralmente quelle di Vittorio Alfieri e Carlo Goldoni. Un gruppo decorativo realizzato dallo scultore decoratore Pasquale Massa di Barrafranca, completa il finimento del prospetto.
Il teatro con un'agibilità di 320 posti, ha un sistema teatrale così costituito: palcoscenico, boccascena, sala a ferro di cavallo con tre ordini di palchi e loggione. Oggi esso presenta in sostanza la stessa struttura di inizio secolo, tranne per le modifiche che hanno riguardato le attrezzature al servizio del palcoscenico, come i camerini (ricavati nelle abitazioni addossate al teatro posteriormente), i servizi igienici e l'adeguamento alle nuove norme di sicurezza. Le strutture in legno dei palchi sono state sostituite da altre in acciaio, ma le decorazioni dei parapetti e dei controsoffitti in legno, sono ancora quelle originali. E attualmente ospita rassegne teatrali, di musica jazz e classica, iniziative culturali e anche proiezioni cinematografiche.

## Storia
Non è possibile avere notizie da fonti storiche, essendo andati distrutti gli archivi comunali precedenti all'Unità d'Italia. Comunque, si possono avere notizie riguardanti il teatro facendo riferimento agli storici locali. Remigio Roccella, che non fa ipotesi sulla data di costruzione, dice che nel 1800 ogni nobile aveva diritto di preferenza per ogni palchetto; la cosa ci fa supporre che i baroni avevano contribuito alla fondazione del teatro. Padre E. Franchino cita la relazione di due periti inviati dal Vescovo di Siracusa nel 1814 per verificare se Piazza Armerina fosse idonea ad accogliere la nuova diocesi; nella relazione si parla di un teatro pubblico detto Santa Maria capace di accogliere numerosa gente sia in platea che nei suoi palchi a quattro ordini. Lo stesso Franchino però, cita come data di costruzione del teatro il 1820, ma con grande probabilità quelli del 1820 furono dei grandi lavori di ristrutturazione. Tra il 1844 e il 1847, altri importanti lavori furono realizzati dal sottointendente Tommaso Amato Barcellona che fece riformare l'organizzazione dei palchi, riducendo gli ordini a tre e facendo realizzare la galleria. L'esistenza del quarto ordine conferma che il teatro, visitato dai due periti nel 1814, era proprio quello che sarebbe divenuto il teatro Garibaldi. Nel 1852 il muro di cinta medievale della città crollò travolgendo il portico della vecchia facciata del teatro. Non si hanno notizie di ridisegni della facciata, da ciò si deduce che questa rimase mutilata del portico fino agli inizi del ventesimo secolo. Nel 1902 il geometra Pastorelli ebbe l'incarico di realizzare il nuovo prospetto del teatro; prospetto che venne spostato in avanti di m. 6,20 rispetto al preesistente tanto da poterne ricavare un vestibolo d'ingresso, la biglietteria, la stanza del custode ed il caffè. Nel dopoguerra il teatro ospita anche un cinema, che però venne chiuso nel 1970 con ordinanza del Genio Civile.